# Кучукенер (Моркинский район)
Кучукенер (мар. Кӱчыкэҥер) — деревня в Моркинском районе Республики Марий Эл. Входит в состав Шалинского сельского поселения.

## География
Находится в юго-восточной части республики Марий Эл на расстоянии приблизительно 7 км по прямой на запад-юго-запад от районного центра посёлка Морки.

## История
Известна с 1795 года как выселок Кичкинер, где насчитывалось 8 дворов. В 1859 год здесь (уже околоток Кичкинер) проживали 44 человека. В 1895 году в выселке Кучукенер проживали 109 человек, мари, в 1924 году 95 человек. В 2004 году в деревне оставалось 19 хозяйств. В советское время работали колхозы «Звезда» и «Родина».

## Население
Население составляло 65 человек (мари 100 %) в 2002 году, 73 в 2010.